# フリッツ・ハーバー研究所
フリッツ・ハーバー研究所（フリッツ・ハーバーけんきゅうしょ、ドイツ語: Fritz-Haber-Institut der Max-Planck-Gesellschaft）はマックス・プランク協会傘下のベルリンに位置する学術研究機関である。1911年に創立されたカイザー・ヴィルヘルム物理化学研究所を前身としており、1953年にマックス・プランク協会の所属となった際に初代所長であるフリッツ・ハーバーにちなんで現在の名称に変更された。
かつては反応速度論や反応機構、コロイド化学などを主な研究分野としてきたが、現在は表面科学・触媒化学の理論、実験の両面から総合的な研究に注進しており、これらの分野の一大拠点となっている。
この研究機関と強い関係をもつノーベル賞受賞者にマックス・フォン・ラウエ (1914)、フリッツ・ハーバー (1918)、オットー・ハーン (1944)、エルンスト・ルスカ (1986)、ゲルハルト・エルトル (2007) らがいる。
日本の科学者高良和武は、1955年9月から1957年12月までの2年間、客員教授として研究生活を送った。